# 郝索
郝索（?—?），西晉人物。
晉懷帝永嘉三年（309年）七月，刘芒荡自称汉朝皇族后裔，以此骗羌人，在马兰山称帝。支胡五斗叟、郝索聚众数千，驻在新丰，響應刘芒荡。九月，征西大将军、南阳王司马模，派淳于定击败斩杀刘芒荡、五斗叟，郝索事蹟不詳。史稱郝索善弹筝。